# Rosa doluchanovii
Rosa doluchanovii är en rosväxtart som beskrevs av I.P. Mandenova. Rosa doluchanovii ingår i släktet rosor, och familjen rosväxter. Inga underarter finns listade i Catalogue of Life.